# Graphium (gombanemzetség)
A Graphium a Sordariomycetes osztályának Microascales rendjébe, ezen belül a Microascaceae családjába tartozó nemzetség.

## Tudnivalók
A Graphium-fajok apró méretű gombák, melyeknek spórás termőtesteik, csak egy sejtből állnak; ez a sejt gömb alakú és áttetsző; egy egyenes, fekete nyúlványon helyezkedik el. A legtöbb idetartozó gomba növényi kórokozónak számít. A Graphiumok általában a talajban, az avarban, romlandó fában, ürülékben vagy szennyes vízben élnek.

## Rendszerezés
A nemzetségbe az alábbi 18 faj tartozik (meglehet, hogy a fajlista hiányos):
- Graphium album (Corda) Pier Andrea Saccardo 1886
- Graphium aphthosae Alstrup & D.Hawksw.
- Graphium comatrichoides Massee & E.S. Salmon 1902
- Graphium fissum Preuss 1851
- Graphium flexuosum (Massee) Sacc. 1886
- Graphium fragrans Math.-Käärik 1954
- Graphium fructicola Marchal & É.J. Marchal 1921
- Graphium grovei Sacc. 1886
- Graphium irradians Petr. 1950
- Graphium pallescens (Fuckel) Magnus 1905
- Graphium penicillioides Corda (1837) - típusfaj
- Graphium putredinis (Corda) S. Hughes 1958
- Graphium pyrinum Goid. 1935
- Graphium rigidum (Pers.) Sacc., (1886)
- Graphium rubrum Rumbold, (1934)
- Graphium silanum Goid. 1936
- Graphium subulatum (Nees) Sacc. 1886
- Graphium xanthocephalum (Ditmar) Sacc. 1886

## Fordítás
- Ez a szócikk részben vagy egészben  a   Graphium (fungus) című angol Wikipédia-szócikk ezen változatának fordításán alapul.  Az eredeti cikk szerkesztőit annak laptörténete sorolja fel. Ez a jelzés csupán a megfogalmazás eredetét és a szerzői jogokat jelzi, nem szolgál a cikkben szereplő információk forrásmegjelöléseként.
- Ez a szócikk részben vagy egészben  a   Graphium című svéd Wikipédia-szócikk ezen változatának fordításán alapul.  Az eredeti cikk szerkesztőit annak laptörténete sorolja fel. Ez a jelzés csupán a megfogalmazás eredetét és a szerzői jogokat jelzi, nem szolgál a cikkben szereplő információk forrásmegjelöléseként.